# Бернадський Юрій Йосипович
Берна́дський Ю́рій Йо́сипович (23 січня 1915, Малин — 29 березня 2006, Київ) — вчений-стоматолог, доктор медичних наук (1959), професор (1961), завідувач кафедрою хірургічної стоматології (1961–1989), професор-консультант (1989–2006).

## Біографія
Народився 23 січня 1915 року в місті Малині Київської губернії. У 1941 році закінчив Казанський стоматологічний інститут. У 1958 році захистив докторську дисертацію на тему «Матеріали до проблеми знеболювання в хірургічній стоматології».
Автор понад 300 наукових праць, в тому числі 14 монографій, посібників, присвячених питанням відновної хірургії щелепно-лицевої області, травматології, онкології, пластичної хірургії, історії та бібліографії стоматології, проблем вищої медичної освіти та інших. Автор 14 винаходів і 40 рацпропозицій.
Голова Українського товариства стоматологів (1962–1970), почесний член Всесоюзного товариства і 13 республіканських товариств стоматологів та хірургів.
Жив у Києві. Помер 29 березня 2006 року. Похований на Міському кладовищі «Берківці».

Могила Ю. Й. Бернадського

## Праці
- «Основи хірургічної стоматології» (2-е видання, Київ, 1983);
- «Травматологія і відновна хірургія щелепно-лицевої області» (2-е видання, Київ, 1985);
- «Лікар і хворий у стоматології» (у співавторстві, Київ, 1990) та інші.